# マリー・ウージェニー・ミルレ
マリー・ウージェニー・ミルレ（Marie-Eugénie Milleret 1817年8月25日-1898年3月10日）はフランスのカトリック教会の修道女、聖人、聖母被昇天修道会創立者。修道名「イエスのマリー・ウージェニー」。

## 生涯
マリー・ウージェニー・ミルレはフランス北東部モーゼル県・メッスに生まれ、両親、兄2人、弟妹一人ずつ（妹は生まれて11ヶ月後に夭折）のブルジョア家庭に育った。しかしマリー・ウージェニー含む家族は宗教に対しては無関心であったが母は慈善に恵まれ彼女は母に連れらて貧困層家庭の訪問した。それが後に彼女の人生に影響を与えることになる。また父の書物を読み、特に彼女はロマン主義に親しみ感受性を磨く。
12歳で初聖体を受けたマリー・ウージェニーは成長するにつれ家庭は崩壊、財産と母を失い虚無感と孤独におそわれた。しかし19歳の頃、パリのノートルダム大聖堂でドミニコ会士ラマルデールの説教を聞き感動を覚え回心した、ミルレは神に生涯を捧げる決心をし、1839年4月30日、社会と教育奉仕を目的とした「聖母被昇天修道会」を創立、修道女の育成、社会発展に対する書物を残し、1898年3月10日、帰天。1975年2月9日、列福され、2007年6月3日、ローマ教皇ベネディクト16世によって列聖された。